# Atibaia
Atibaia é um município brasileiro no estado de São Paulo. Maior economia da Região Bragantina em termos de Produto Interno Bruto (PIB), sua população, conforme censo do IBGE de 2022, é de 158 647 habitantes. No entanto, segundo o IBGE, a cidade trata-se de uma Conurbação com Bom Jesus dos Perdões, devido sua proximidade, que a torna a maior aglomeração urbana da Região Bragantina, com mais de 180 mil habitantes.

## Estância climática
Atibaia é um dos doze municípios paulistas considerados estâncias climáticas pelo Estado de São Paulo, por cumprirem determinados pré-requisitos definidos por Lei Estadual. Tal status garante a esses municípios uma verba maior por parte do Estado para a promoção do turismo regional. Também, o município adquire o direito de agregar junto a seu nome o título de Estância Climática, termo pelo qual passa a ser designado tanto pelo expediente municipal oficial quanto pelas referências estaduais.

## Toponímia
Já antes da fundação do atual município de Atibaia, este era o nome dado ao sítio onde hoje se encontra o município. Larga controvérsia tem havido entre os tupinólogos que têm procurado definir o verdadeiro significado desta palavra. Segundo frei Francisco dos Prazeres Maranhão, em seu glossário de palavras indígenas, o nome Tybaia significa "rio da feitoria".
Para João Mendes de Almeida, em seu Dicionário Geográfico da Província de São Paulo, teve origem no rio que lhe empresta o nome, concluindo: "Atibaia, corruptela de Tipai, "rio alagado". Por isso, os antigos diziam Tipaia e não Atibaia, de Ti, "rio"; Pa, aférese de iupá, "lagoa, alagadiço" e I, preposição significando "em", alusiva a correrem várzeas extensas por entre alagadiços".
Devido à presença de uma serra em Atibaia, a origem do nome pode estar na corruptela Tipai, "morro dependurado". De ti, "montão" e pai, "dependurado".
Teodoro Fernandes Sampaio diz que Atibaia, antigamente Tibaya, como escreveu Manuel Aires de Casal, significa "água saudável" (ty-b-aia), podendo ainda ser "água trançada, revolta ou confusa". O mesmo autor ainda aponta os significados possíveis de "pomar saudável" (atyb-aia) e "sítio saudável" (tyb-aia).
Plínio Ayrosa, em valiosa colaboração para o jornal O Estado de S. Paulo, conclui que "Tibaia significa "água salobra, acre, ruim, poluída". Mas esse mesmo tupinólogo, em seu livro Primeiras Noções de Tupi, define: "Atibaia – (Ty-Baio) – o "rio manso de águas tranquilas, de água agradável ao paladar".
O Vocabulário na Língua Brasílica, obra de um jesuíta do século XVI publicada por Plínio Ayrosa em 1938, aponta, como origem, o termo tupi atybaîa, com o significado de "madeixa de cabelo que os índios têm sobre as orelhas". Eduardo de Almeida Navarro se posiciona a favor dessa explicação, especulando que, talvez, os índios da região tivessem essa característica física.
Hoje, se escreve e se diz "Atibaia". As formas "Tybaia", "Thibaya", "Atubaia" etc. já estão fora do domínio de nosso povo.

## Edificios e verticalização
Atualmente, o setor imobiliário apresenta um crescimento significativo, evidenciado pela presença de várias torres altas sendo erguidas no horizonte urbano da cidade, refletindo a prosperidade econômica de Atibaia nos últimos anos. Já existem duas torres com mais de 20 andares na cidade, uma localizada na Av. Gertrudes e outra na Avenida Santana, além de outras duas em construção na Avenida São João. Entre as várias torres menores em andamento, com 10 a 12 andares, é possível observar que a cidade está se modernizando, deixando para trás sua imagem de cidade interiorana de veraneio e adotando características de um importante e desenvolvido centro regional. Tal política de maior verticalização nas regiões já urbanizadas é bastante celebrada, pois permite que um maior número de pessoas realize suas tarefas diárias a pé, deixando o carro na garagem. Um conceito de Smart City adotado em cidades globais. Isso contribui para a diminuição da poluição, do congestionamento e impede o desmatamento decorrente da expansão horizontal da cidade.

#### Edificio Hotel Bourbon
Um verdadeiro símbolo, uma referência em arquitetura e engenharia na localidade. Inaugurado em 2004, o edifício Hotel Bourbon se destaca como o maior prédio da região bragantina e possivelmente de todo o interior paulista. Suas dimensões são verdadeiramente impressionantes, com 154 metros de largura. À noite, a fachada é iluminada de forma indireta, alternando entre cores como azul e rosa, conforme o mês, em uma celebração de conscientização. Esse edifício é um verdadeiro cartão postal, visível de quase todos os pontos da cidade e localizado às margens da Rodovia Fernão Dias, próximo à entrada da cidade.

#### Edificio Mirai
O prédio mais alto da região bragantina se encontra em Atibaia e possui 23 andares.

## História
A origem de Atibaia está diretamente ligada aos bandeirantes, pelo fato de o município estar localizado nas rotas de passagem desses exploradores paulistas, que procuravam indígenas para escravizar e pedras preciosas. Uma dessas rotas era a que ligava a Minas Gerais.
Entre 1653 e 1660, os irmãos bandeirantes Marcelino de Camargo e Jerônimo de Camargo fizeram várias entradas pelos sertões e, nessa época, Jerônimo se instalou nas margens do Rio Atibaia em uma fazenda e nela ergueu uma capela em louvor a São João Batista, em cujos arredores se formou o povoado de Atibaia. Tradicionalmente, fala-se que tal templo foi erigido em 24 de junho de 1665, data considerada a de fundação do município, mas alguns historiadores falam que ele foi erigido por volta de 1654.
A primeira menção escrita ao povoado de Atibaia data de 3 de julho de 1665, quando a Câmara de São Paulo ordenou que o Padre Mateus Nunes de Siqueira deixasse indígenas guaramomis ou guarus conquistados em uma bandeira naquela povoação. Em 9 de novembro de 1666, a Câmara de São Paulo enviou dois oficiais de Justiça a Atibaia, para “ver se estão os índios goaramimis na paragem donde deles tomaram lista o ano passado”.
Aos poucos, o pequeno núcleo de Atibaia foi se desenvolvendo, sendo parada obrigatória para quem seguia em direção a Minas Gerais, sendo capela curada em 1679 e paróquia em data ignorada, provavelmente em 1701. O povoado foi elevado à categoria de freguesia, com o nome de São João de Atibaia, por meio de alvará de 13 de agosto de 1747, subordinado à cidade de São Paulo.
Jerônimo de Camargo faleceu em Jundiaí, no início de 1707, porém seu trabalho teve sequência por meio de seus descendentes nas fazendas de gado, inclusive em relação à luta pela emancipação do vilarejo. O povoado foi elevado à categoria de freguesia, com o nome de São João de Atibaia, por meio de alvará de 13 de agosto de 1747, subordinado à cidade de São Paulo.
Em 27 de junho de 1769, por meio de portaria do então governador da Capitania de São Paulo, o Morgado de Mateus, a Freguesia de São João de Atibaia foi elevada à condição de vila, desmembrando-se de São Paulo, sendo a nova vila instalada em 19 de fevereiro de 1770, com a posse da primeira Câmara Municipal.

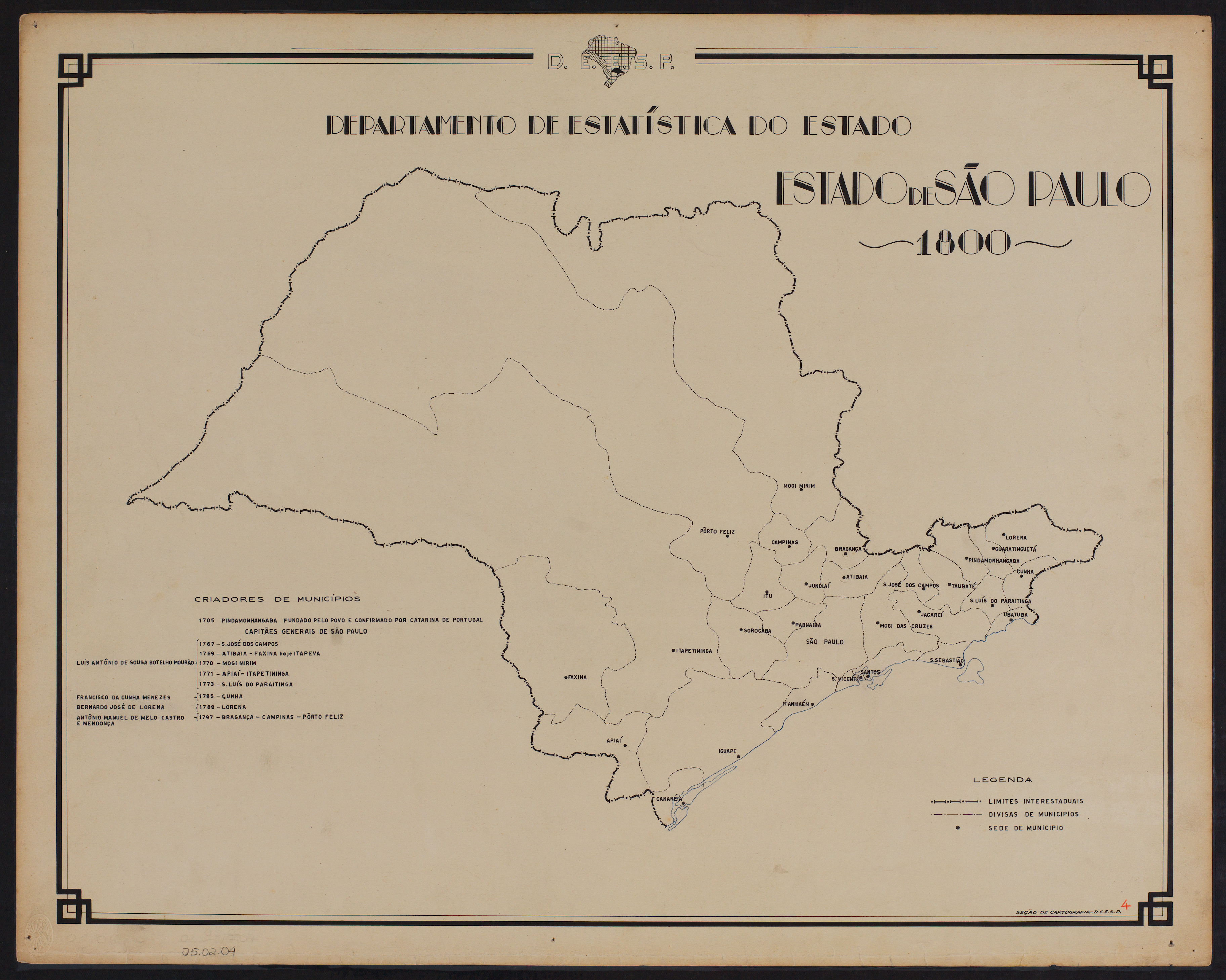
Estado de São Paulo (1800).

A partir daí, já independente e com administração própria, a vila pode começar o seu progresso. De fato, em pouco tempo tornou-se uma espécie de celeiro da capital paulista, graças ao grande desenvolvimento da pecuária e da cultura de cereais, em especial de trigo.
Além da prosperidade econômica, a vila de São João de Atibaia participou ativamente de episódios que marcaram a História do Brasil, como ter tido representação na chegada da Família Real Portuguesa ao Brasil em 1808, ter jurado lealdade às Cortes Gerais e Extraordinárias da Nação Portuguesa (1820-1821) e ter abraçado à causa da independência do Brasil, com a Câmara Municipal reconhecendo-a em 7 de outubro de 1822.

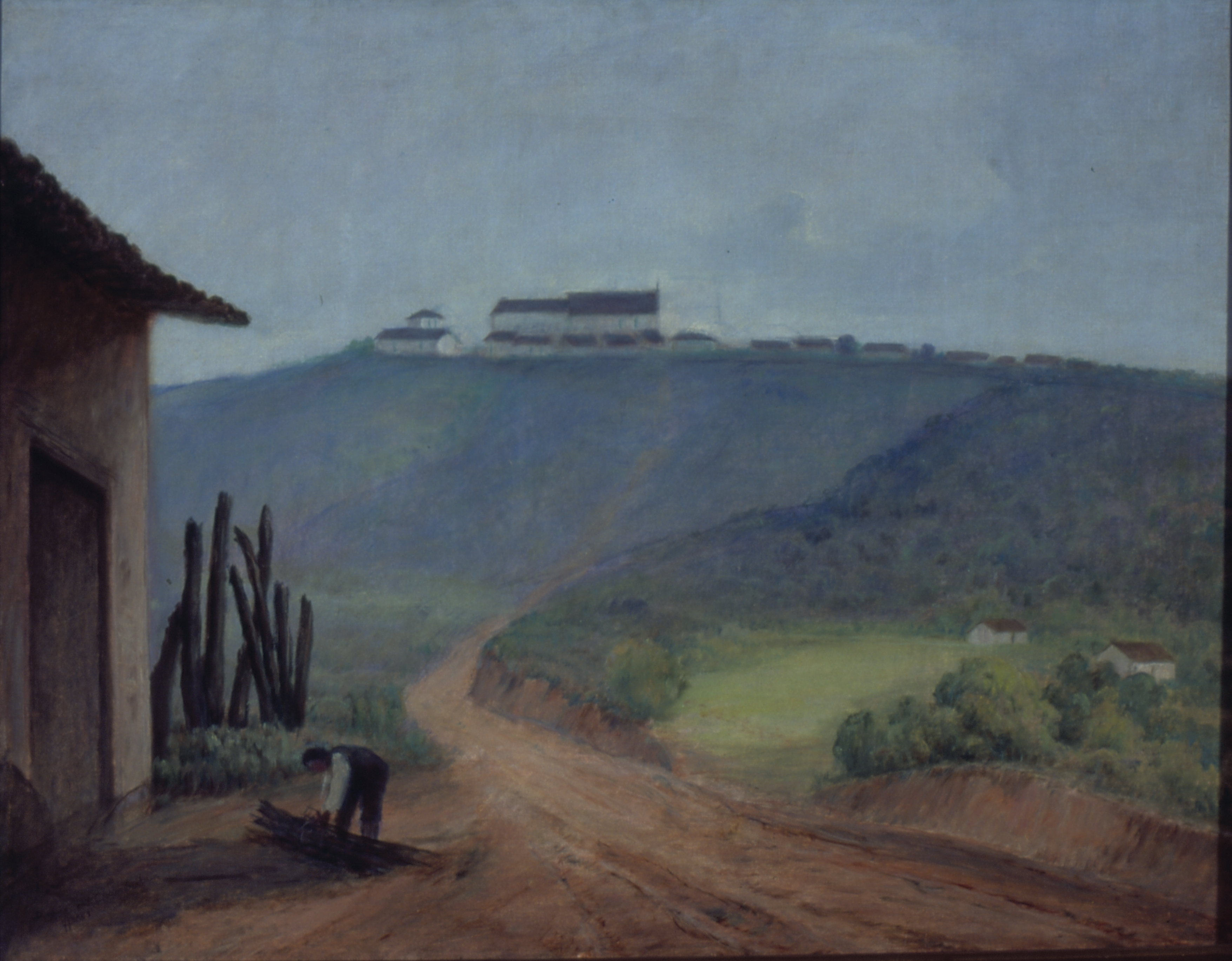
Retrato de Atibaia em 1829 em pintura de Campos Ayres

Mais tarde, nas revoltas liberais de 1842, Atibaia pôs-se ao lado de Rafael Tobias de Aguiar, escolha que gerou muitos tumultos na vila, com a Câmara local recusando-se a obedecer a ordens imperiais, sendo cassada em 4 de maio de 1842 e restaurada após anistia imperial em 24 de junho de 1844. Em 22 de abril de 1864, a Lei Provincial n° 26 dá a São João de Atibaia o título de cidade.
No final do período colonial e ao longo do Império, Atibaia perdeu território para a criação das vilas de Bragança (1797), Nazaré (1850) e Santo Antônio da Cachoeira (1859).
A causa abolicionista teve uma grande repercussão em solo atibaiense, tendo como exemplos a fazendeira local D. Delfina das Pedras, que alforriou seus escravos muitos anos antes da Lei Áurea (1888), ou o vereador Olímpio da Paixão e o juiz municipal Antonio Bento de Souza e Castro, que trabalharam arduamente para o fim da escravatura.
A causa republicana também encontrou muitos adeptos na cidade. Nesse período de final do Império, destacaram-se as inflamadas reuniões de militantes republicanos de Américo Brasiliense e o envio de um representante atibaiense ao 1º Congresso Republicano Provincial. Por ocasião deste encontro, Atibaia disputou com São Paulo, Itu, Campinas e outras localidades o direito de sediar o evento, numa competição que foi vencida por Itu.
Uma sequência de grandes melhorias — como a instalação de redes de água, esgoto e luz elétrica, as inaugurações do Grupo Escolar José Alvim e do Hotel Municipal, a criação da primeira indústria têxtil, o alargamento das ruas, o ajardinamento das praças — vieram com a proclamação da república, com o início de uma fase de grande desenvolvimento de Atibaia, que mudaram significativamente o perfil da pobre vila de São João do Atibaia e deram origem à Atibaia que conhecemos hoje. Nesse contexto de modernização, foi fundado, em 1901, o jornal O Atibaiense, importante veículo da imprensa local. Em 20 de dezembro de 1905, o nome do município foi simplificado de São João de Atibaia para Atibaia, por meio da Lei Estadual nº 975.

## Geografia

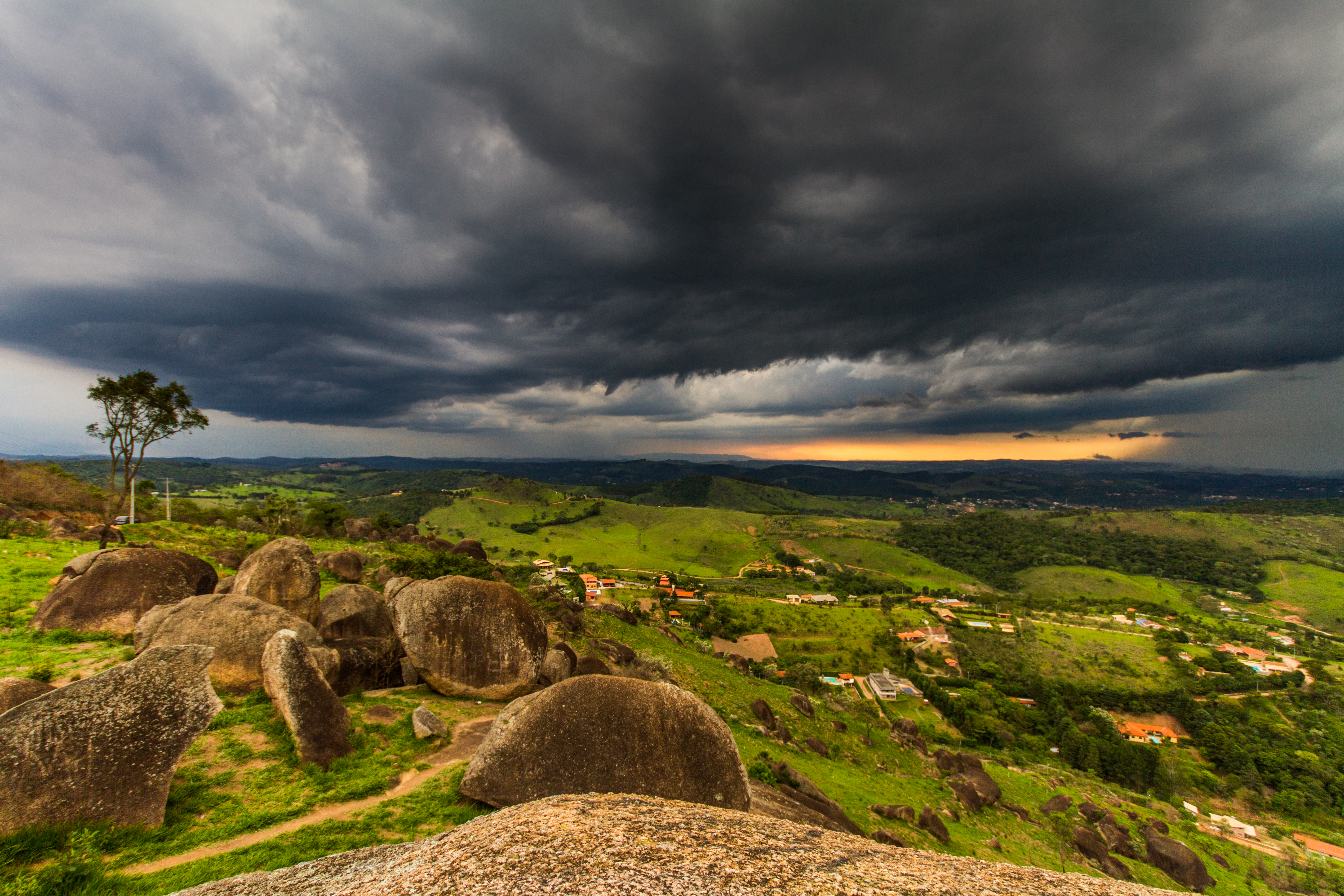
Pedrinha Atibaia na Serra do Itapetinga.

Localiza-se a uma altitude de 803 metros acima do mar. É uma das onze cidades que integram a Região Imediata de Bragança Paulista, sendo a segunda cidade mais populosa desta região. A Região Imediata de Bragança Paulista é uma das onze regiões que compõem a Região Intermediária de Campinas, composta por 87 cidades.

### Hidrografia
- Rio Cachoeira
- Rio Atibaia
- Rio Jundiaí
- Represa Usina de Atibaia

### Clima
O clima de Atibaia é tropical de altitude, tendo invernos relativamente frios e secos e verão quente e chuvoso. Segundo dados do Centro Integrado de Informações Agrometeorológicas (CIIAGRO/SP), desde dezembro de 2000 a menor temperatura registrada em Atibaia foi de 2,1 °C em 3 de setembro de 2002 e a maior atingiu 37,9 °C em 18 de outubro de 2014, seguido por 37,8 °C em 8 de outubro de 2020. O maior acumulado de chuva em 24 horas alcançou 105,7 mm em 11 de janeiro de 2011.
| Dados climatológicos para Atibaia                                                         | Dados climatológicos para Atibaia | Dados climatológicos para Atibaia | Dados climatológicos para Atibaia | Dados climatológicos para Atibaia | Dados climatológicos para Atibaia | Dados climatológicos para Atibaia | Dados climatológicos para Atibaia | Dados climatológicos para Atibaia | Dados climatológicos para Atibaia | Dados climatológicos para Atibaia | Dados climatológicos para Atibaia | Dados climatológicos para Atibaia | Dados climatológicos para Atibaia |
| Mês                                                                                       | Jan                               | Fev                               | Mar                               | Abr                               | Mai                               | Jun                               | Jul                               | Ago                               | Set                               | Out                               | Nov                               | Dez                               | Ano                               |
| ----------------------------------------------------------------------------------------- | --------------------------------- | --------------------------------- | --------------------------------- | --------------------------------- | --------------------------------- | --------------------------------- | --------------------------------- | --------------------------------- | --------------------------------- | --------------------------------- | --------------------------------- | --------------------------------- | --------------------------------- |
| Temperatura máxima recorde (°C)                                                           | 37,3                              | 37,2                              | 33,9                              | 33,4                              | 30,1                              | 29,1                              | 30,3                              | 32,1                              | 35,2                              | 37,9                              | 36,3                              | 34,9                              | 37,9                              |
| Temperatura máxima média (°C)                                                             | 28,5                              | 29                                | 28                                | 26,5                              | 23,5                              | 23,2                              | 23,1                              | 24,5                              | 26,2                              | 27,4                              | 27,3                              | 28,4                              | 26,3                              |
| Temperatura média (°C)                                                                    | 23,3                              | 23,6                              | 22,7                              | 21,2                              | 18,2                              | 17,6                              | 17,2                              | 18,3                              | 20,2                              | 21,5                              | 21,8                              | 23,1                              | 20,7                              |
| Temperatura mínima média (°C)                                                             | 18,2                              | 18,2                              | 17,5                              | 15,9                              | 12,8                              | 11,9                              | 11,4                              | 12,1                              | 14,2                              | 15,7                              | 16,4                              | 17,7                              | 15,2                              |
| Temperatura mínima recorde (°C)                                                           | 11,9                              | 13,1                              | 12,5                              | 9,5                               | 5,5                               | 2,7                               | 4,1                               | 4,6                               | 2,1                               | 8,5                               | 9,9                               | 10,9                              | 2,1                               |
| Precipitação (mm)                                                                         | 245,9                             | 162,5                             | 131,1                             | 65,2                              | 57,5                              | 50,2                              | 47,2                              | 26,2                              | 53,2                              | 105,4                             | 143,5                             | 173,9                             | 1 261,8                           |
| Fonte: CIIAGRO/SP (climatologia: 2000-2020; recordes de temperatura: 01/12/2000-presente) |                                   |                                   |                                   |                                   |                                   |                                   |                                   |                                   |                                   |                                   |                                   |                                   |                                   |

### Rodovias
- Rodovia Dom Pedro I (SP-65)
- Rodovia Fernão Dias (BR-381)

## Demografia

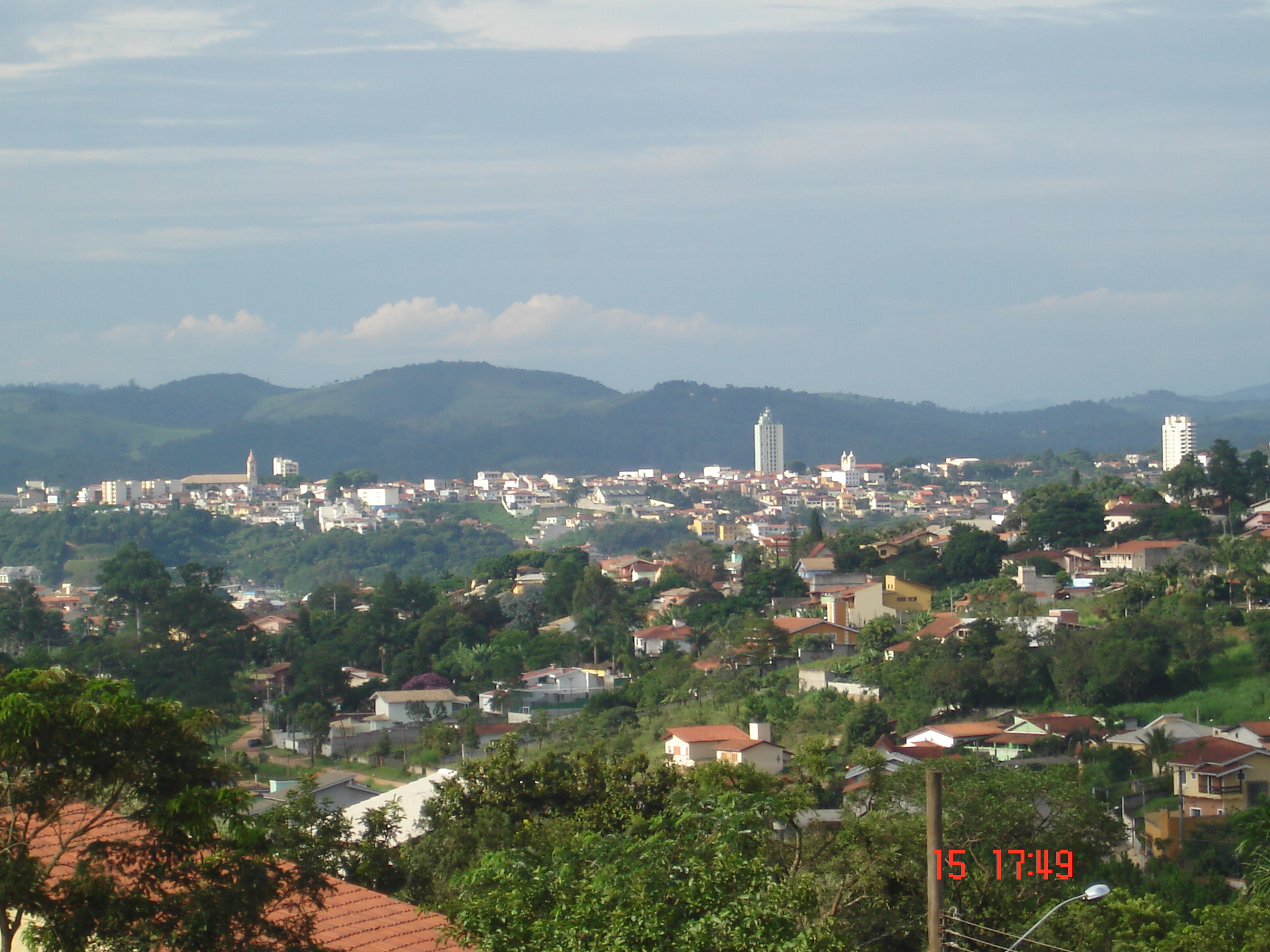
Vista geral do centro de Atibaia.

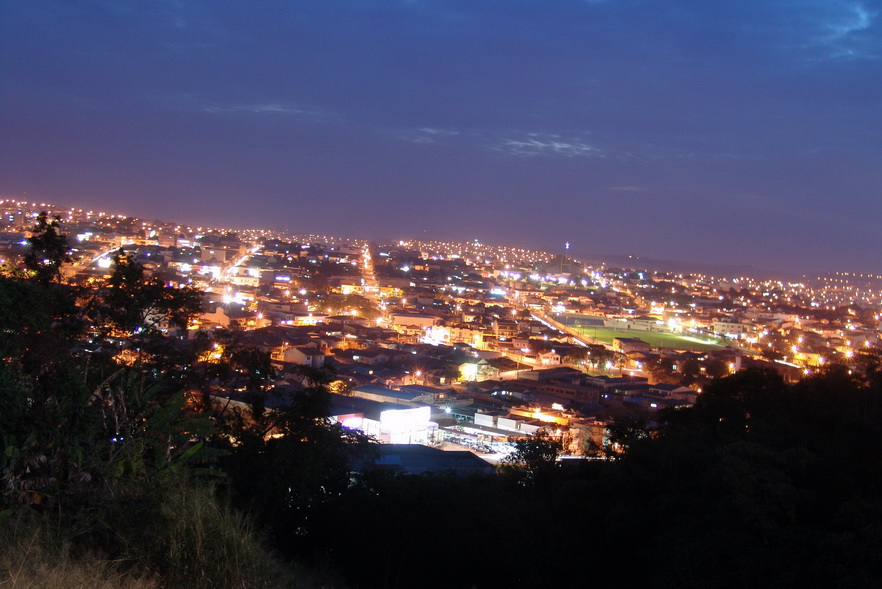
Atibaia ao anoitecer.

### População
| Crescimento populacional                             | Crescimento populacional | Crescimento populacional | Crescimento populacional |
| Ano                                                  | População Total          |                          | %±                       |
| ---------------------------------------------------- | ------------------------ | ------------------------ | ------------------------ |
| 1872                                                 | 6 146                    |                          |                          |
| 1890                                                 | 9 752                    |                          | 58,7%                    |
| 1900                                                 | 11 224                   |                          | 15,1%                    |
| 1910                                                 | 21 876                   |                          | 94,9%                    |
| 1920                                                 | 24 674                   |                          | 12,8%                    |
| 1925                                                 | 26 655                   |                          | 8,0%                     |
| 1934                                                 | 22 361                   |                          | −16,1%                   |
| 1937                                                 | 23 906                   |                          | 6,9%                     |
| 1940                                                 | 19 345                   |                          | −19,1%                   |
| 1946                                                 | 20 699                   |                          | 7,0%                     |
| 1950                                                 | 18 190                   |                          | −12,1%                   |
| 1958                                                 | 22 336                   |                          | 22,8%                    |
| 1960                                                 | 23 380                   |                          | 4,7%                     |
| 1970                                                 | 36 838                   |                          | 57,6%                    |
| 1980                                                 | 57 807                   |                          | 56,9%                    |
| 1991                                                 | 86 336                   |                          | 49,4%                    |
| 2000                                                 | 111 300                  |                          | 28,9%                    |
| 2010                                                 | 126 603                  |                          | 13,7%                    |
| 2022                                                 | 158 647                  |                          | 25,3%                    |
| Est. 2024                                            | 166 043                  | [ 15 ]                   | 4,7%                     |
| Fontes: Censos Demográficos IBGE e Estimativas SEADE |                          |                          |                          |

### Dados demográficos

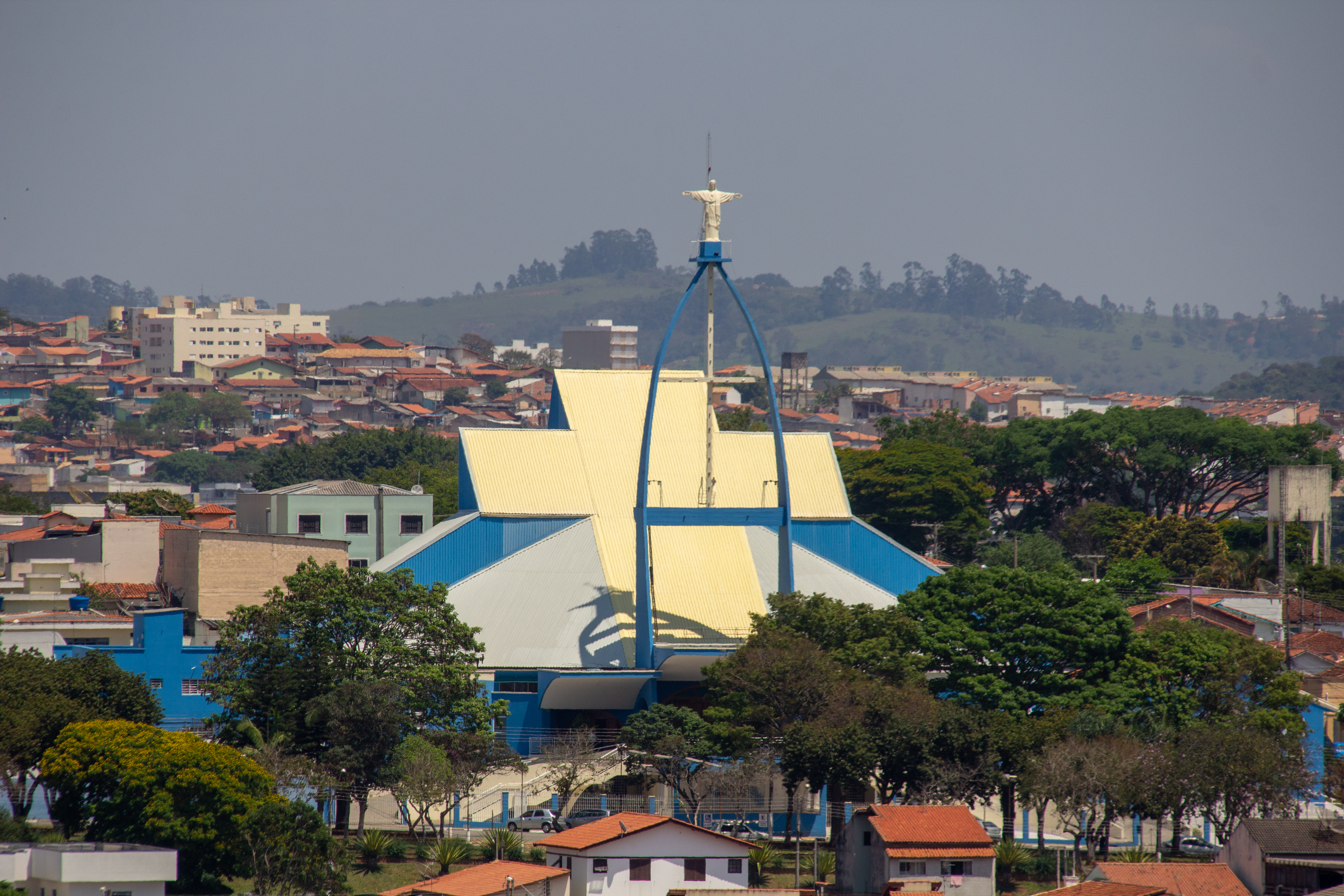
Cristo Rei de Atibaia.

População total: 158 640 (censo 2022)
- PIB per capita: R$51.443,08

(Fonte: Instituto Brasileiro de Geografia e Estatística)
Densidade demográfica (2022): 331,52 hab./km²
Mortalidade infantil até 1 ano (2020): 6,62 por mil
Expectativa de vida: 73,08 anos
Taxa de fecundidade: 2,24 filhos por mulher
Taxa de Alfabetização: 92%
Índice de Desenvolvimento Humano 2010 (IDH-M): 0.765 (era 0.819)
- IDH-M Renda:       0,786 (era 0.791)
- IDH-M Longevidade: 0,851 (era 0.801)
- IDH-M Educação:    0,670 (era 0.866)

(Fonte: Ranking IDHM Municípios 2010)

### Segurança
Atibaia é considerada a 2ª cidade mais segura do Brasil, de acordo com o Atlas da Violências de 2017 e em 2015.
O Estado de São Paulo teve a menor taxa entre os estados, com 13,5 homicídios para cada 100mil habitantes, Atibaia teve o valor de 6,4 casos. A média nacional ficou em 37,6. O município mais violento do Brasil, com mais de 100 mil habitantes, é Maracanaú, no Ceará com 159 homicídios para cada 100mil.
Em 2024 Atibaia novamente foi eleita a 2ª cidade mais segura do Brasil https://www.ipea.gov.br/atlasviolencia/publicacoes

## Política e administração

### Presidências
| Ano  | Prefeito                | Vice-Prefeito              | Presidente da Câmara           |
| ---- | ----------------------- | -------------------------- | ------------------------------ |
| 2025 | Daniel da Rocha Martini | Alessandro Roncoletta      | Julio César Mendes             |
| 2024 | Daniel da Rocha Martini | Alessandro Roncoletta      | Julio César Mendes             |
| 2023 | Emil Ono                | Fabiano de Lima            | Julio César Mendes             |
| 2022 | Emil Ono                | Fabiano de Lima            | Julio César Mendes             |
| 2021 | Emil Ono                | Fabiano de Lima            | Zé Machado                     |
| 2020 | Emil Ono                | Fabiano de Lima            | Lucas Cardoso                  |
| 2019 | Saulo Pedroso           | Emil Ono                   | Tiãozinho da Farmácia          |
| 2018 | Saulo Pedroso           | Emil Ono                   | Roberta Barsotti               |
| 2017 | Saulo Pedroso           | Emil Ono                   | Fabiano de Lima                |
| 2016 | Saulo Pedroso           | Emil Ono                   | Édson Bento Leite              |
| 2015 | Saulo Pedroso           | Mario Inui                 | Almir Bueno do Prado           |
| 2014 | Saulo Pedroso           | Mario Inui                 | Rodrigo Parras                 |
| 2013 | Saulo Pedroso           | Mario Inui                 | Emil Ono                       |
| 2012 | Saulo Pedroso           | Mario Inui                 | Saulo Pedroso                  |
| 2011 | José Bernardo Denig     | Ricardo dos Santos Antonio | Emil Ono                       |
| 2010 | José Bernardo Denig     | Ricardo dos Santos Antonio | Wanderlei Silva de Souza       |
| 2009 | José Bernardo Denig     | Ricardo dos Santos Antonio | Josué Luiz de Oliveira (Dedel) |
| 2008 | José Bernardo Denig     | Ricardo dos Santos Antonio | Luiz Fernando R. Pugliesi      |
| 2007 | José Roberto Tricoli    |                            | Ismael Antonio Fernandes       |
| 2006 | José Roberto Tricoli    |                            | Paulo Sergio Tricolli Patara   |
| 2005 | José Roberto Tricoli    |                            | Odair Bedore                   |
| 2004 | José Roberto Tricoli    |                            | Takao Ono                      |
| 2003 | José Roberto Tricoli    |                            | Pedro Tominaga                 |
| 2002 | José Roberto Tricoli    |                            | Wagner Silva                   |
| 2001 | José Roberto Tricoli    |                            | Jose Bernardo Denig            |
| 2000 | José Roberto Tricoli    |                            | Mario Yassuo Inui              |

Em 1º de outubro de 2021, Daniel Dias, o maior medalhista paralímpico brasileiro, assumiu a Secretaria de Esportes de Atibaia.

### Subdivisões

#### Zona Urbana

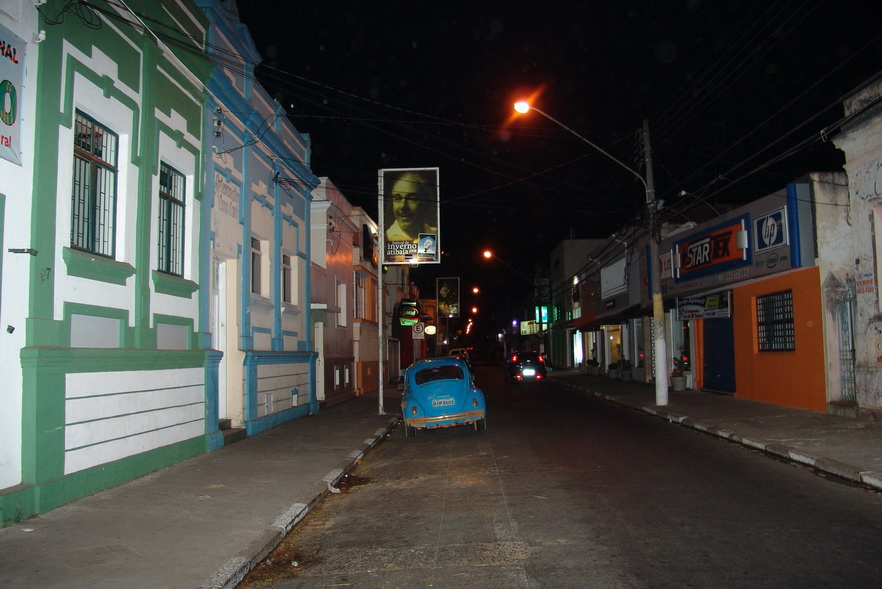
Rua José Lucas à noite. Centro histórico de Atibaia.

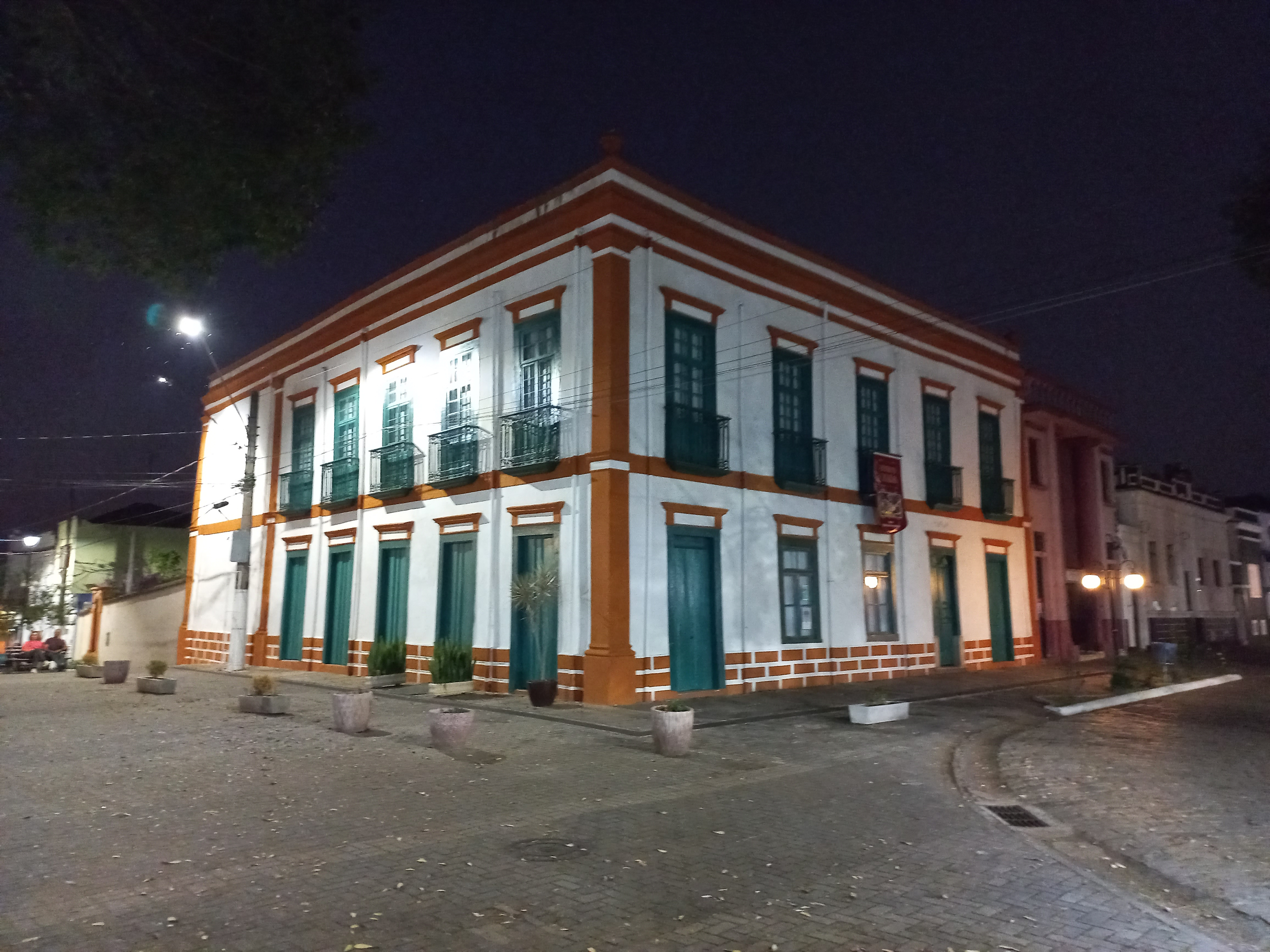
Casarão Julia Ferraz.

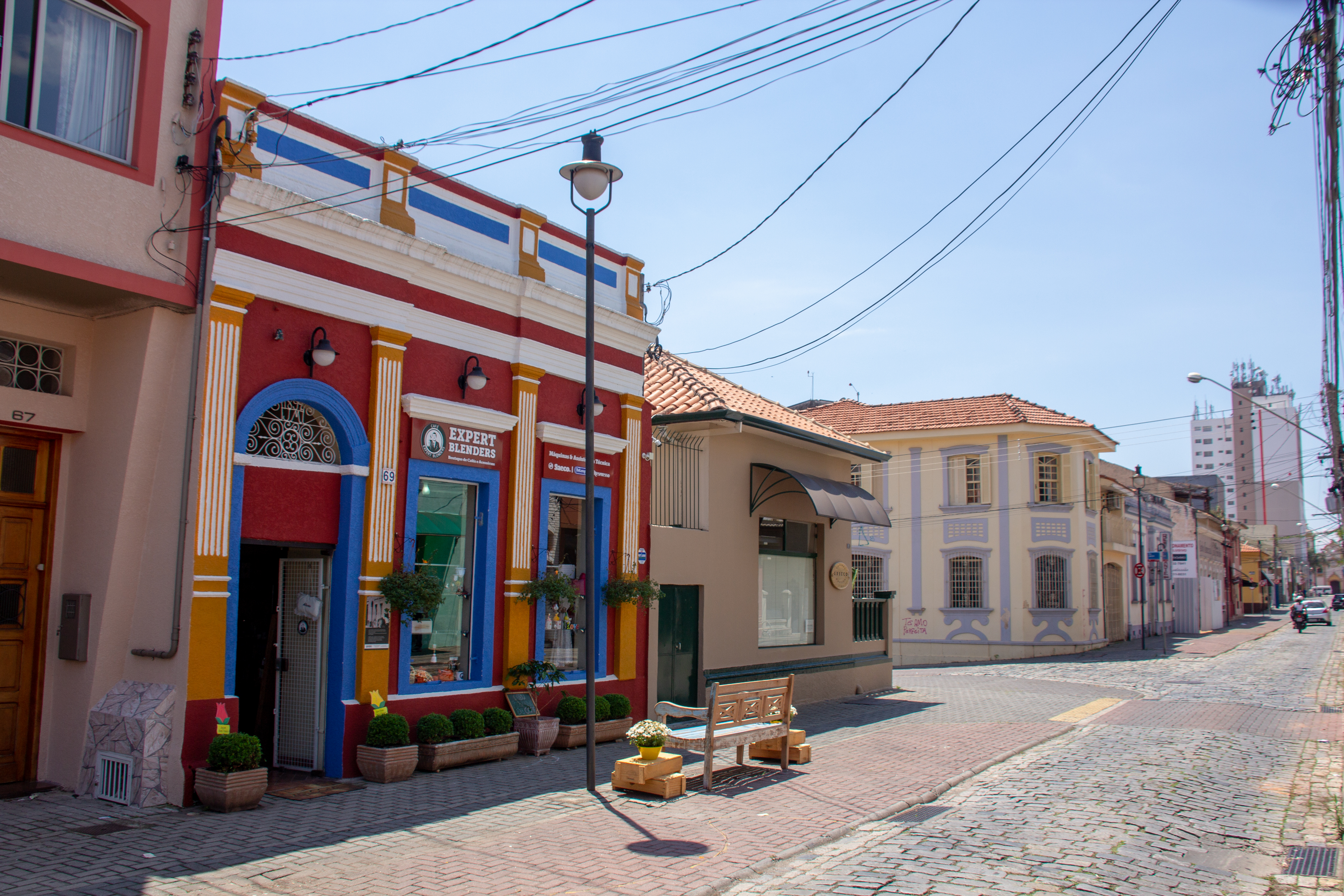
Centro histórico de Atibaia.

- Jardim Imperial, um dos mais Populosos bairros de Atibaia com cerca de 25 mil habitantes e em crescimento a cada dia destacado por ser um dos bairros com mais investimento público de Atibaia , o bairro possui toda infraestrutura social e comercial em expansão ,possui duas saídas para a Rodovia Fernão Dias, Escolas primárias e secundárias e um Terminal Rodoviário municipal.[carece de fontes?]
- Jardim Cerejeiras, um dos Bairros mais populosos de Atibaia ,tendo como avenida principal a Avenida Copacabana movimentada via de acesso interligando os bairros Cerejeiras, Caetetuba, Casas populares,  Jardim Imperial, Chácaras Fernão Dias, Condomínio Palavra da Vida , Jardim Maracanã e o Nova Atibaia. O Bairro possui uma ETEC (Centro Paula Souza), Supermercados, Escolas primárias e área comercial no curso da Avenida Copacabana e um restaurante popular.[carece de fontes?]
- Caetetuba, o Bairro Caetetuba é um dos bairros mais antigos da Cidade de Atibaia , sendo referência no passado por possuir uma estação ferroviária da extinta Estrada de Ferro Bragantina, tendo seus extremos periféricos é um bairro com arquitetura contemporânea. O Acesso principal é feito pela extensa e movimentada Avenida Jerônimo de Camargo que interliga Leste a Sul da Cidade.[carece de fontes?]
- Jardim Paulista, bairro estritamente residencial, privilegiado com uma bela vista da Pedra Grande.[carece de fontes?]
- Vale das Flores, o Bairro Vale das Flores, é um bairro antigo de Atibaia , próximo ao Caetetuba e citado em fontes históricas como area de quilombo , situado ao lado dos Bairros Jardim Colonial e Parque São Pedro , é um bairro sem atividades comerciais e composto por Casas,Chales, Chacaras, Sitios e Fazendas.[carece de fontes?]
- Alvinópolis, o Bairro do Alvinópolis é um bairro bonito e agradável de passear com grande atividade residencial e se destacando por possuir uma enorme atividade comercial principalmente na conhecida Avenida Dona Gertrudes.[carece de fontes?]
- Alvinópolis II, bairro residencial as margens Oeste da Rodovia Fernão Dias e ao leste do Jardim Cerejeiras é um bairro novo e ainda em pleno desenvolvimento com acesso a Avenida Flávio Pires de Camargo.[carece de fontes?]
- Recreio Estoril', este bairro foi fundado por Aniceto Tavares Rodrigues, imigrante português que loteou a região e deu o nome de Recreio Estoril (lugar onde nasceu no país europeu). Na região noroeste do bairro, existe um terreno que antigamente era conhecido como "Lagoa do Aniceto" e está situada em frente a rua Aniceto Tavares Rodrigues. Bairro Conhecido por possuir um dos melhores Hospitais da Cidade: Albert Sabin. O Bairro em si é uma área industrial dividindo em seus extremos habitações residenciais e poucos comércios varejistas, também conhecidos por suas casas de música e dança (forró), e alguns outros bares em geral. Bairro as Margens da Pista Sul da Fernão Dias.[carece de fontes?]
- Jardim Maristela I, bairro Residencial de Atibaia[carece de fontes?]
- Jardim Maristela II, bairro residencial de Atibaia.[carece de fontes?]
- Estancia Lynce, estancia comercial. Conhecida pela sua extensa e principal, Avenida Lucas Nogueira Garcez, uma referência em Atibaia , tanto em comércio quanto em entretenimento cultura e lazer ,tendo início na Rodovia Fernão Dias e finalizando no centro histórico da cidade. Possui bares e estabelecimentos diversos para compras, tour e entretenimento como os referenciados McDonald's e Burger King, e suas luxuosas casas noturnas, hotéis e restaurantes.[carece de fontes?]

#### Zona Rural

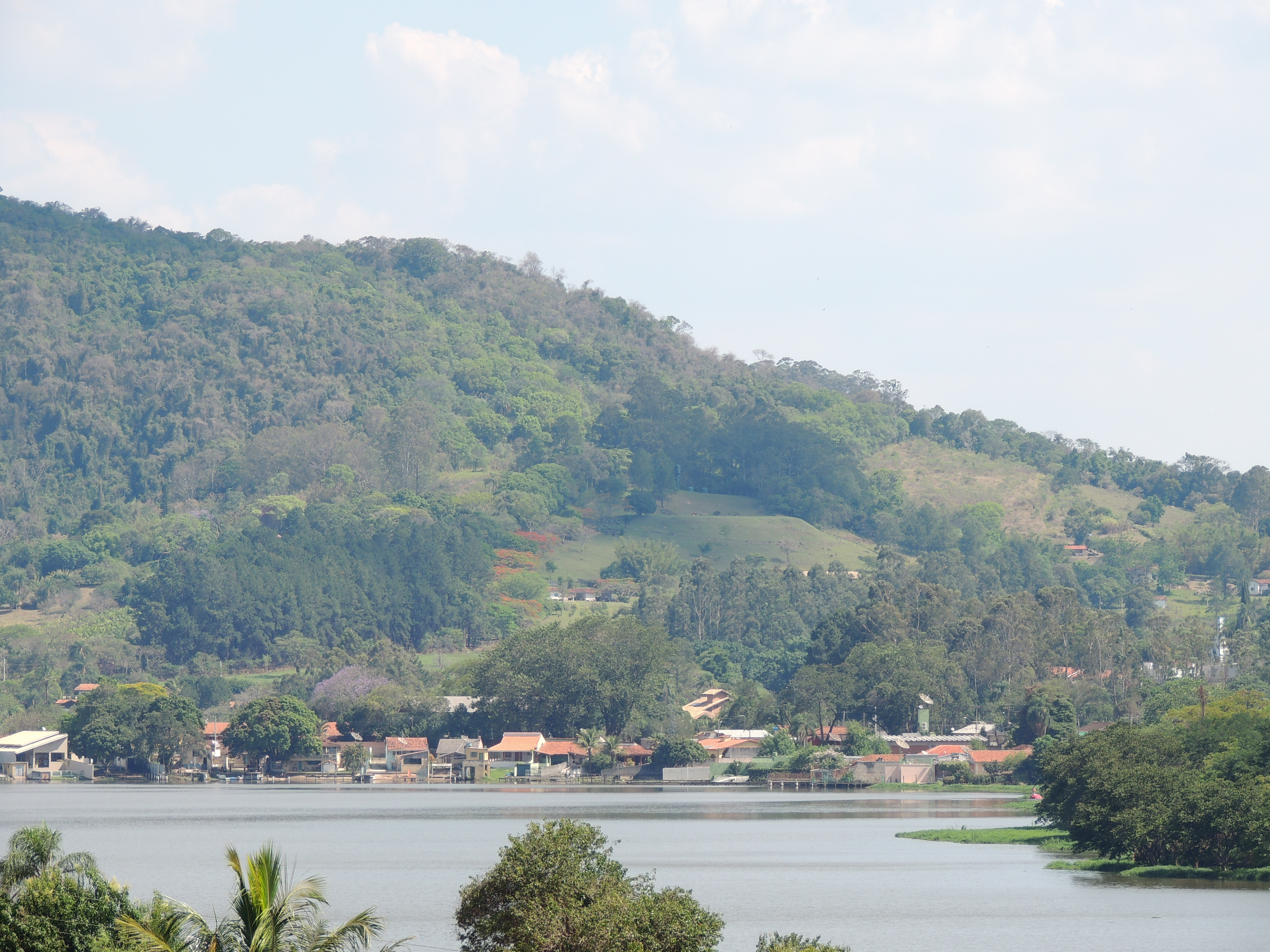
Represa Usina de Atibaia.

- Bairro da Usina, bairro Rural com alto padrão e ótimos condomínios e pousadas situado na Estrada da Usina de Atibaia que interliga-se a Rodovia Dom Pedro II a Atibaia pela Avenida Flávio Pires de Camargo, possui a Usina Hidroelétrica um dos pontos turísticos de Atibaia com uma linda represa.[carece de fontes?]
- Bairro Maracanã, a Cerca de 8 km pela Avenida Copacabana ou pela Estrada Velha de Campo Limpo é um bairro composto por chácaras e casas de campo tendo no centro do bairro escola e pequena área de lazer (uma praça) possui pouca atividade comercial local.[carece de fontes?]
- Bairro Chácaras Fernão Dias, bairro residencial com mínima atividade comercial composto por chácaras.[carece de fontes?]
- Ponte Alta, bairro que também dá acesso ao Centro Empresarial Atibaia, além de inúmeras indústrias localizadas na região, e um hotel localizado na Rodovia Dom Pedro I.
- Portão, localizado no km 51 da Rodovia Fernão Dias na divisa com Mairiporã, possui atividade comercial local, escolas, pequenas indústrias, chácaras e condomínios fechados na estrada do Água Espraiada.
- Pau Arcado, Em uma região afastada, é um Bairro Intermunicipal, pertencente em uma parte ao Município de Campo Limpo Paulista, e na outra parte ao Município de Atibaia,[26] Faz divisa também com o Município de Francisco Morato. É Uma região com predominância de chácaras e sítios, Um ponto de destaque é a Serra do Botujuru, que se localiza na divisa.[27]

#### Turísticos
- Loanda, bairro residencial, onde localiza-se o Parque Edmundo Zanoni.[28]

- Itapetinga, bairro rural composto por condomínios fechados e chácaras de veraneio. Também dá acesso a famosa "Pedra Grande" de Atibaia, além do "Rádio Observatório do Itapetinga" (bola branca).

## Infraestrutura urbana

### Energia
A concessionária de energia elétrica que atende o município é a Neoenergia Elektro, antiga CESP.

### Comunicações
O sistema de telefones automáticos foi inaugurado na cidade em 1966 pela Cia. Telefônica Atibaia. Já o sistema de discagem direta à distância (DDD) foi implantado em 1978 pela Telecomunicações de São Paulo (TELESP) com o código de área (011).

## Turismo

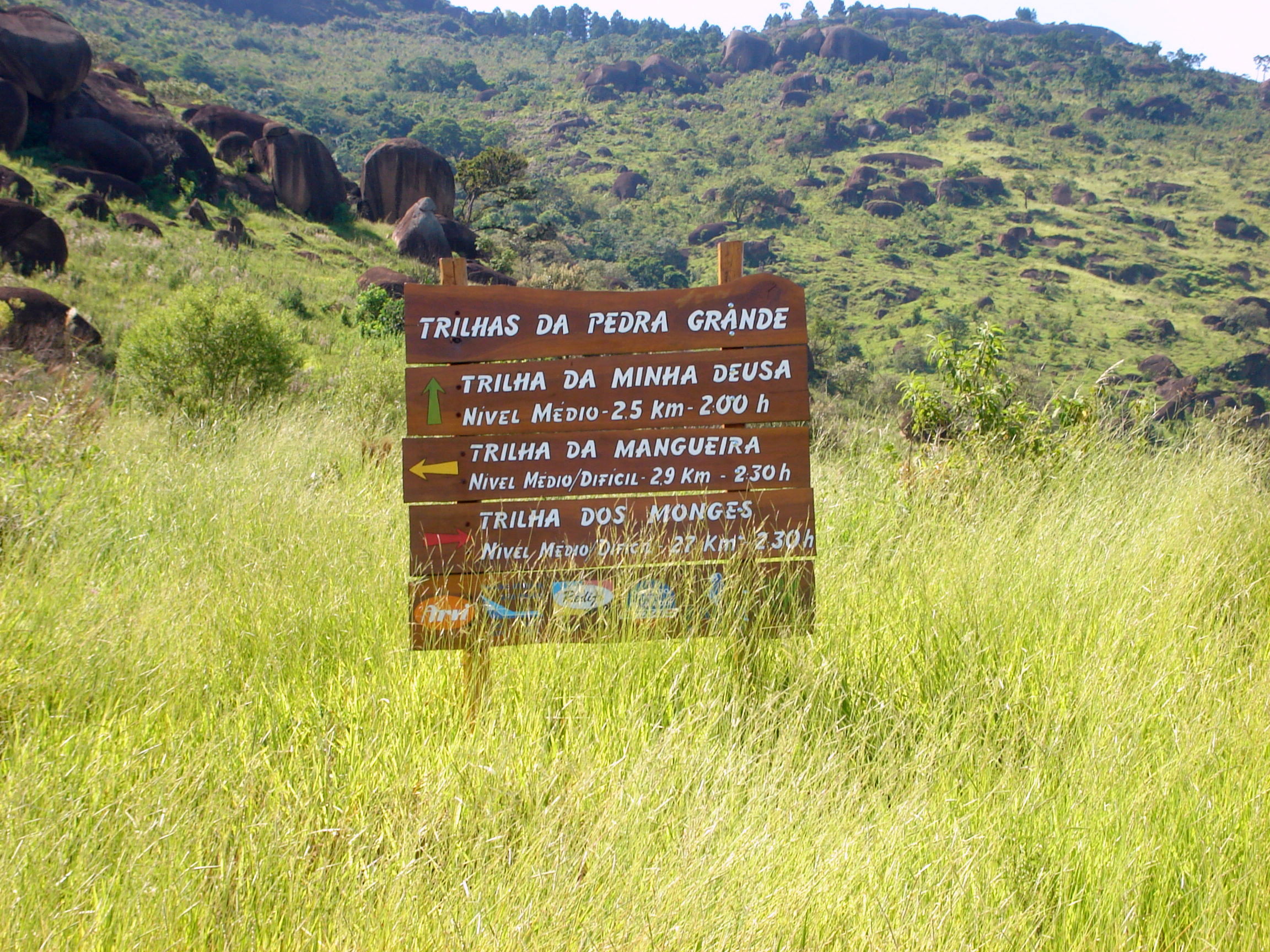
Trilhas de Atibaia.

Atibaia é um destino turístico atrativo graças ao seu clima agradável e belas paisagens naturais, que oferecem um refúgio tranquilo das grandes metrópoles. A cidade é famosa por seus eventos como a Festa de Flores e Morangos, que celebra a cultura e a produção local. Além disso, a região é ideal para atividades ao ar livre como trilhas, voo livre e outros esportes de aventura, atraindo turistas que buscam tanto relaxamento quanto adrenalina em meio à natureza.

### Festa de Flores e Morangos

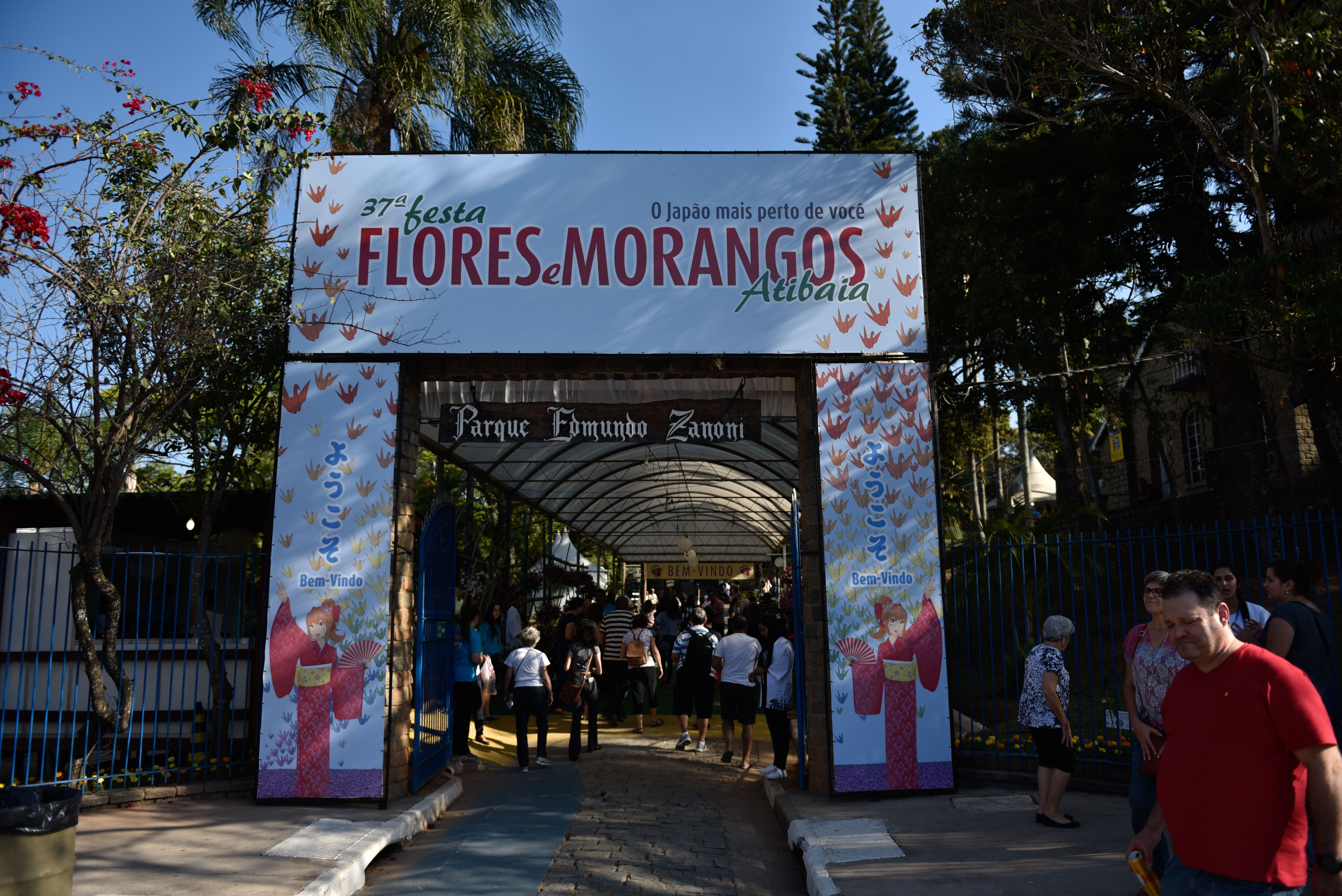
37ª Festa de Flores e Morangos.

A Festa de Flores e Morangos de Atibaia é realizada no Parque Ecológico da cidade, e já se firmou como um dos principais eventos turísticos e econômicos do estado de São Paulo. O evento atrai visitantes de todas as regiões do Brasil para celebrar as tradições rurais e apreciar a riqueza cultural e agrícola da região.
Além do destaque cultural, a festa tem um forte impacto econômico, já que dezenas de toneladas de morangos são comercializadas diretamente com os consumidores, evidenciando a alta qualidade do fruto local. Também são vendidos milhares de itens entre flores e produtos de jardinagem, resultado do grande interesse do público.

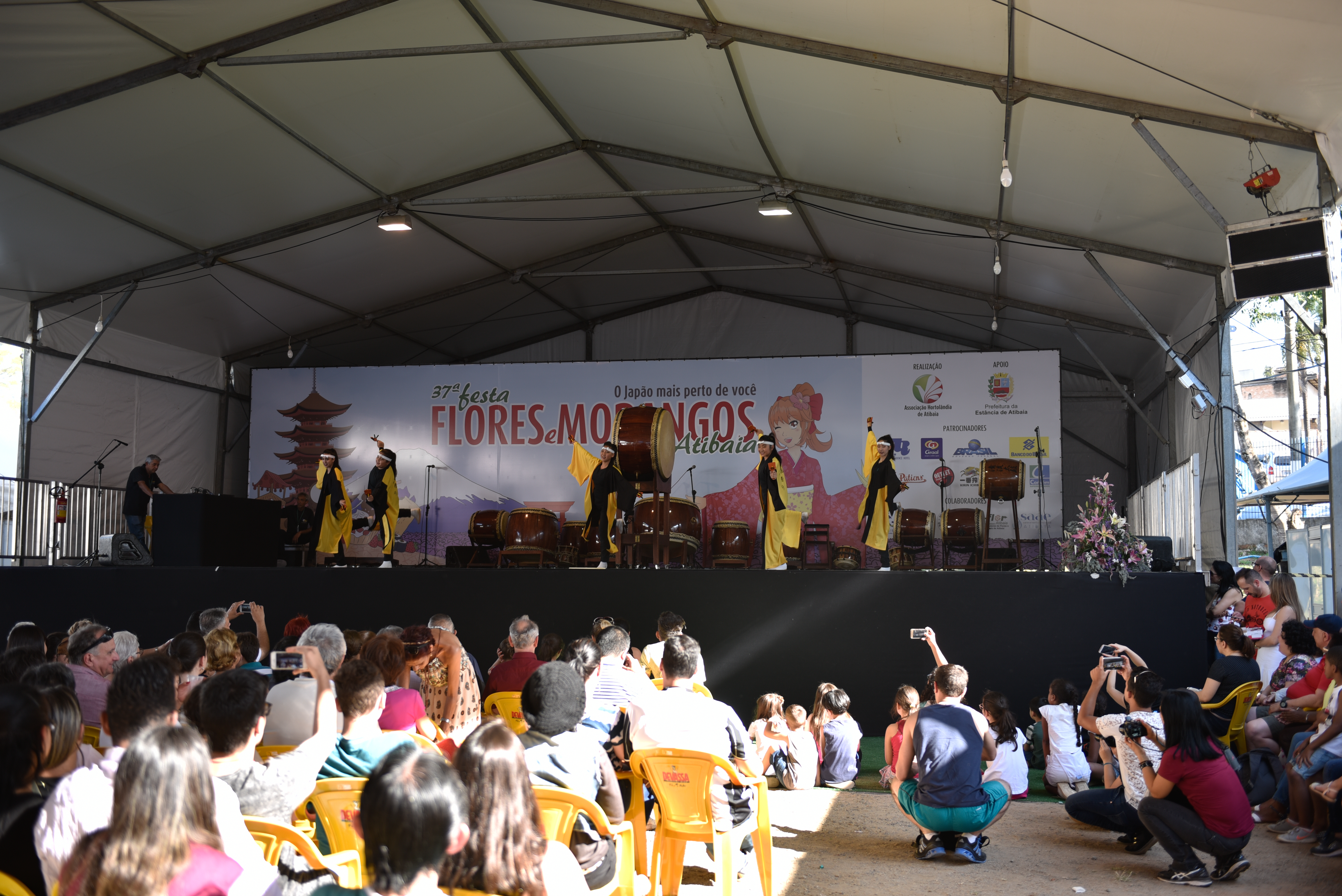
Evento na festa.

A programação cultural também é um grande atrativo, com diversas apresentações, entre danças típicas, shows musicais e performances artísticas. O evento conta ainda com praças de alimentação, oferecendo uma variedade gastronômica que atende a todos os gostos, desde pratos típicos brasileiros até culinárias oriental. Para as famílias, há um espaço de entretenimento dedicado às crianças, além de amplo estacionamento para maior comodidade.
Um dos pontos altos da festa é o Pavilhão de Exposição, que é uma tradição no evento. O espaço exibe uma deslumbrante variedade de flores, com milhares de pétalas cuidadosamente arranjadas em displays artísticos que encantam os visitantes. A beleza e o cuidado com as flores, especialmente orquídeas e bonsais, transformam o pavilhão em um espetáculo à parte.
A Festa de Flores e Morangos é uma vitrine não apenas para os produtores, mas para toda a região, como um destino atrativo, oferecendo lazer, cultura e desenvolvimento econômico.

### Parque Edmundo Zanoni

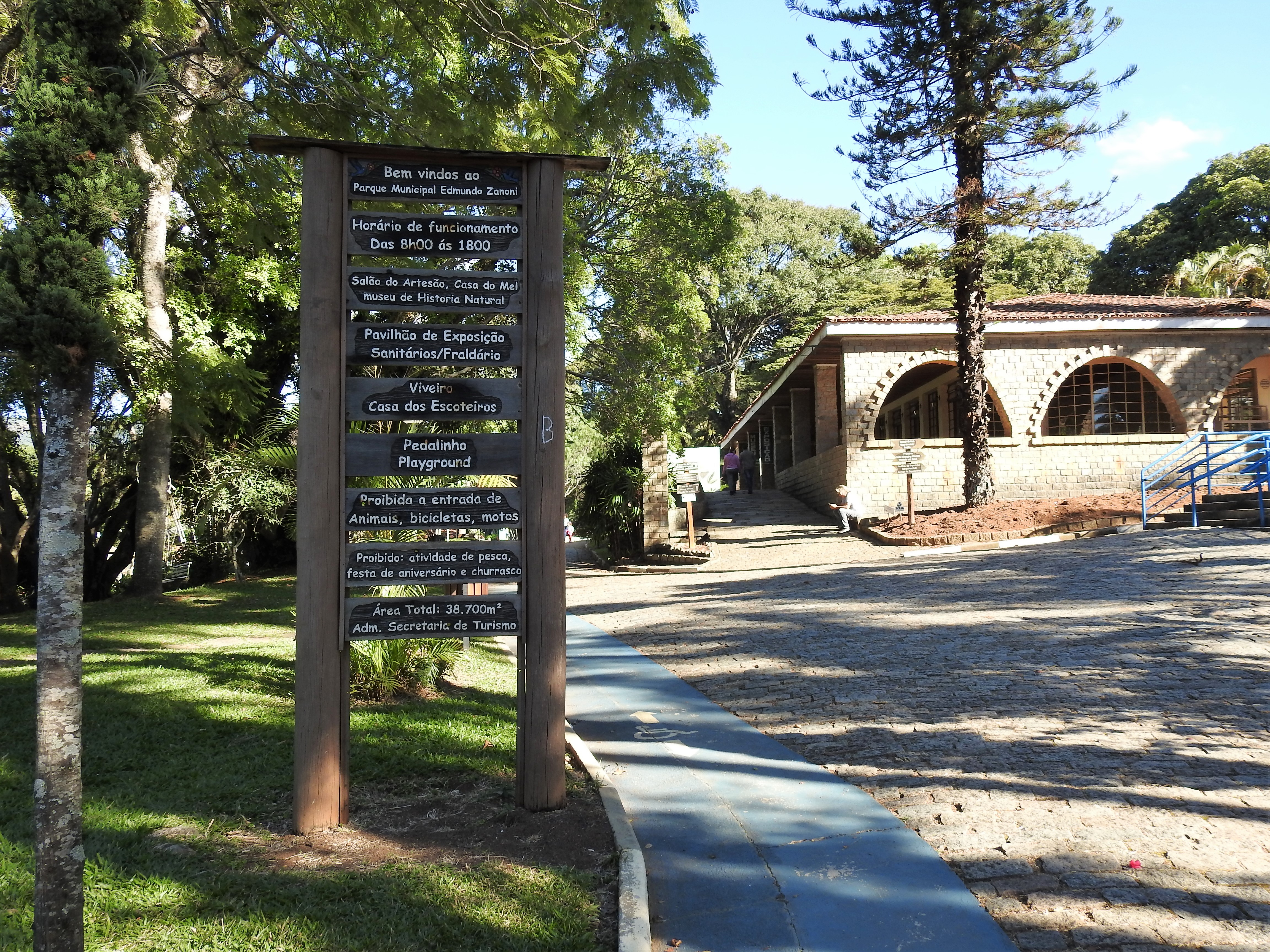
Parque Edmundo Zanoni.

Com 38.700 metros quadrados, o parque possui lago com pedalinhos, patos e ganços, área para descanso, caminhadas, playground, um galpão, uma lanchonete, um jardim japonês e extensa área verde.
Abriga o Salão do Artesão e o Museu de História Natural e a Feira de Artesanato. O local também sedia eventos famosos como a Festa de Flores e Morangos (setembro) e a Expoagro de Atibaia (abril).

### Museu de História Natural
Localizado dentro do Parque Edmundo Zanoni, o museu expõe animais empalhados. A parte principal de seu acervo é composta de mil ou mais vertebrados formando uma rara coleção de espécimes de nossa fauna.

### Museu Municipal João Batista Conti

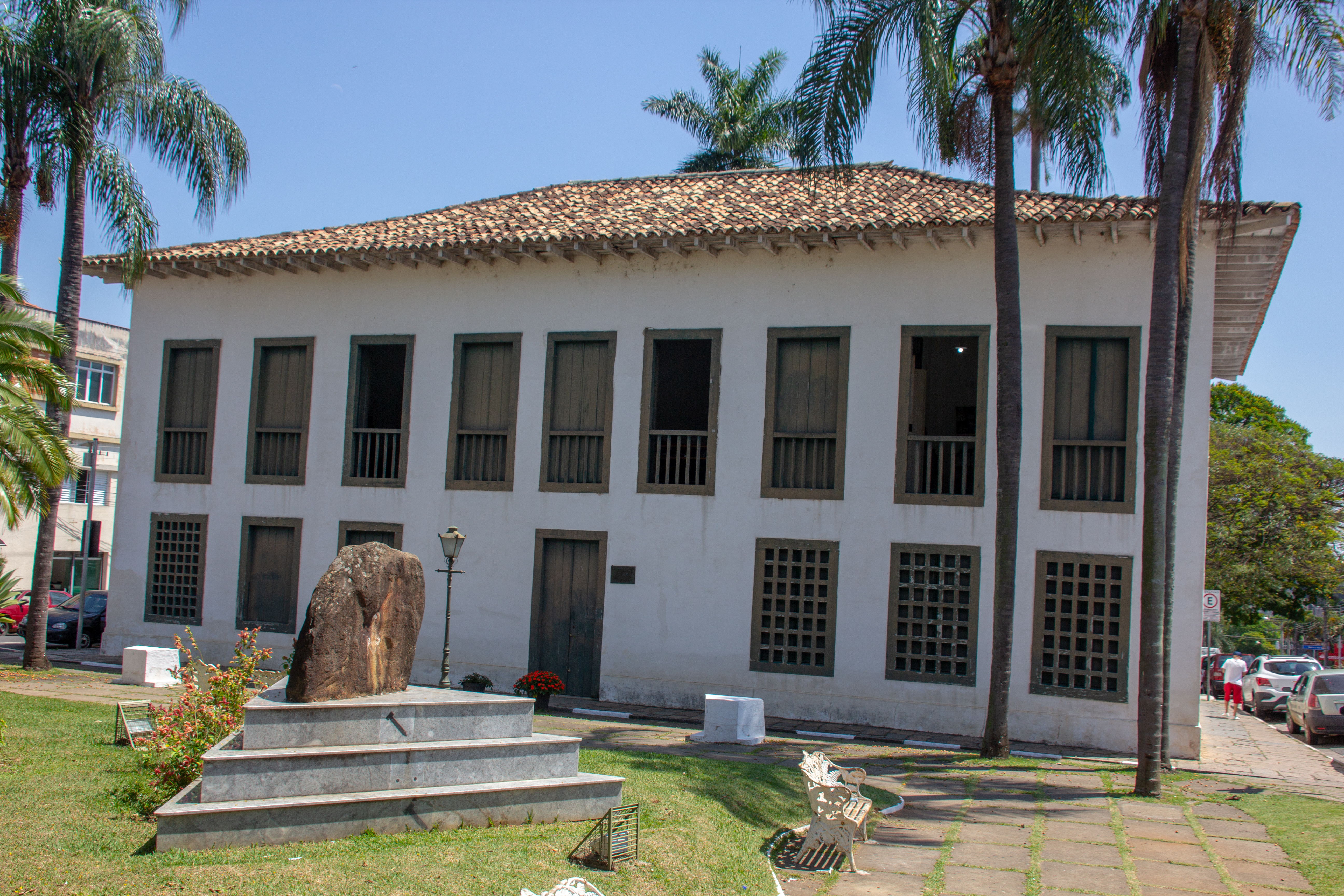
Museu Municipal João Batista Conti.

Foi fundado em 1953 e possui extenso acervo com seção de decretos do Brasil colônia e do império, fotos antigas de Atibaia, sala de folclore, artes sacras e outros componentes da história da cidade e do País.

### Estação Atibaia

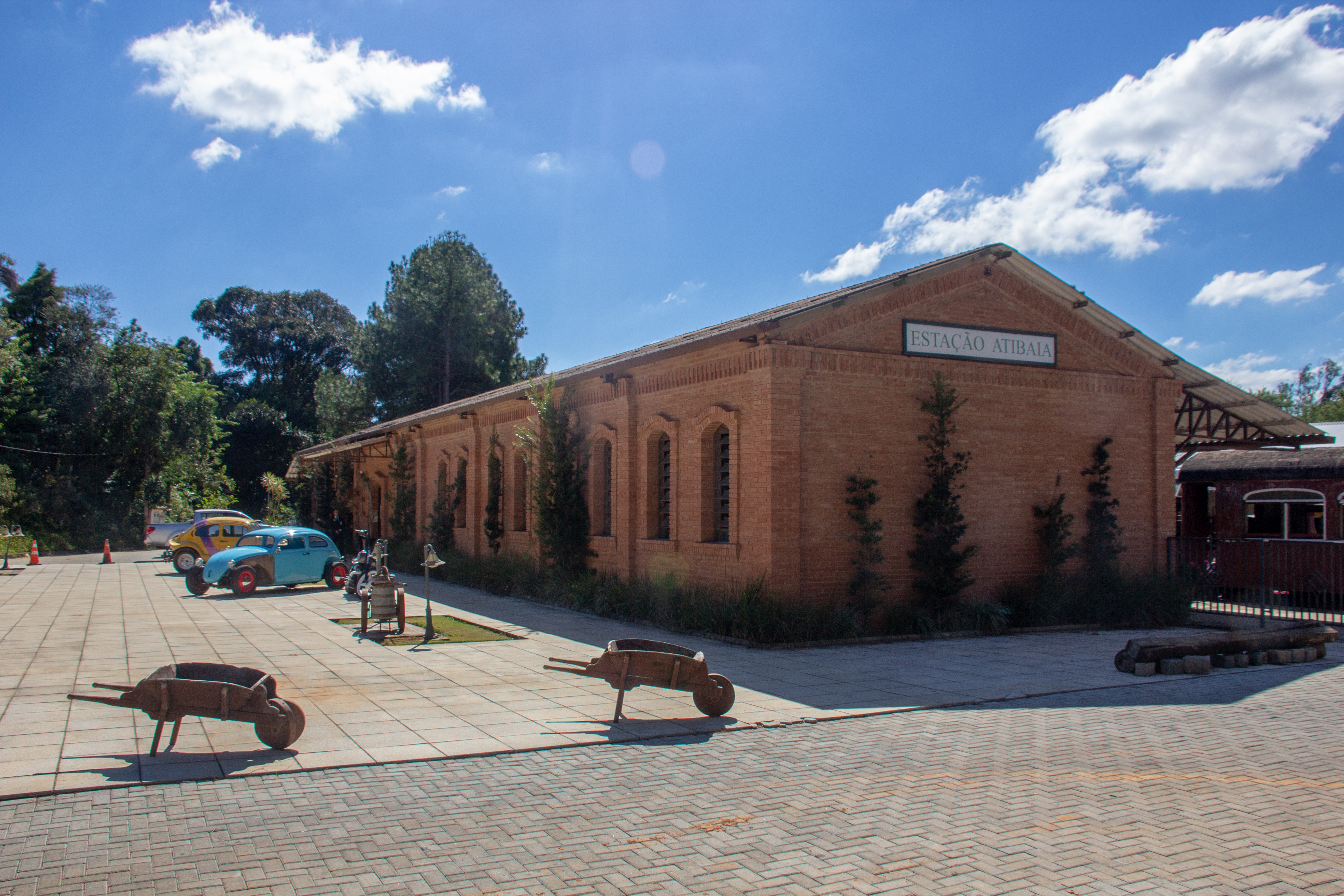
Estação Atibaia.

Localizado em uma área de 300.000 m2, possui um grande acervo ferroviário com locomotivas, vagões de passageiros, vagões dormitórios, vagões bagagem correio, bonde e tudo o que esta relacionado as ferrovias de nosso país.

### Lago do Major e Teleférico
Ponto de encontro para o lazer, pique-nique, atividades ao ar livre como caminhada, quadra de vôlei e playground. Possui uma fonte no centro do lago e um teleférico com 550m de percurso em meio à natureza e uma bela paisagem.

### Represa da Usina
O local ideal para ski windsurf, passeios de barco, entre outros. É área de preservação ambiental e podem ser vistas espécimes vegetais e animais silvestres. Seu acesso é pela Rodovia Dom Pedro I.

### Pedra Grande

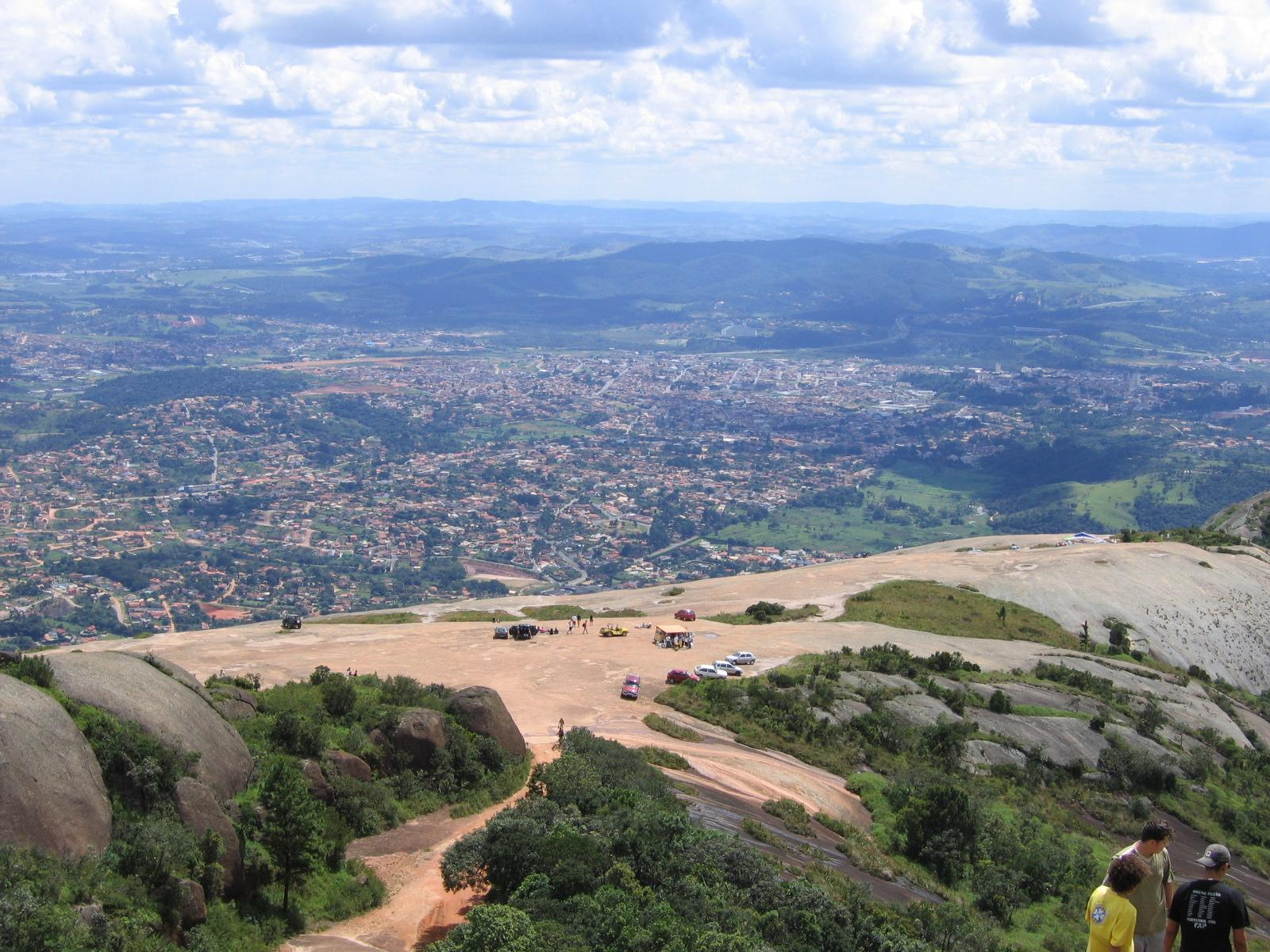
Atibaia vista da Pedra Grande.

Considerado o paraíso dos esportes radicais, como o rapel, a escalada, asa delta, paraglider, jipe, motocross e montain bike, onde além desses esportes é possível ter uma vista incrível de várias cidades de toda a região.

### Parque Estadual de Itapetinga
Com os parques estaduais da Cantareira e Itaberaba e o Monumento Natural Estadual da Pedra Grande, forma um mosaico de unidades de conservação denominado "Contínuo Cantareira".
O parque oficializa a proteção dos remanescentes de floresta da Serra do Itapetinga. Dado isso, é habitat de inúmeras espécies ameaçadas de extinção no estado de São Paulo e protege nascentes de importantes bacias hidrográficas que abastecem o Sistema Cantareira.

## Religião
O Cristianismo se faz presente na cidade da seguinte forma:

### Igreja Católica
- A igreja faz parte da Diocese de Bragança Paulista.[39]

#### Igreja Matriz de São João Batista

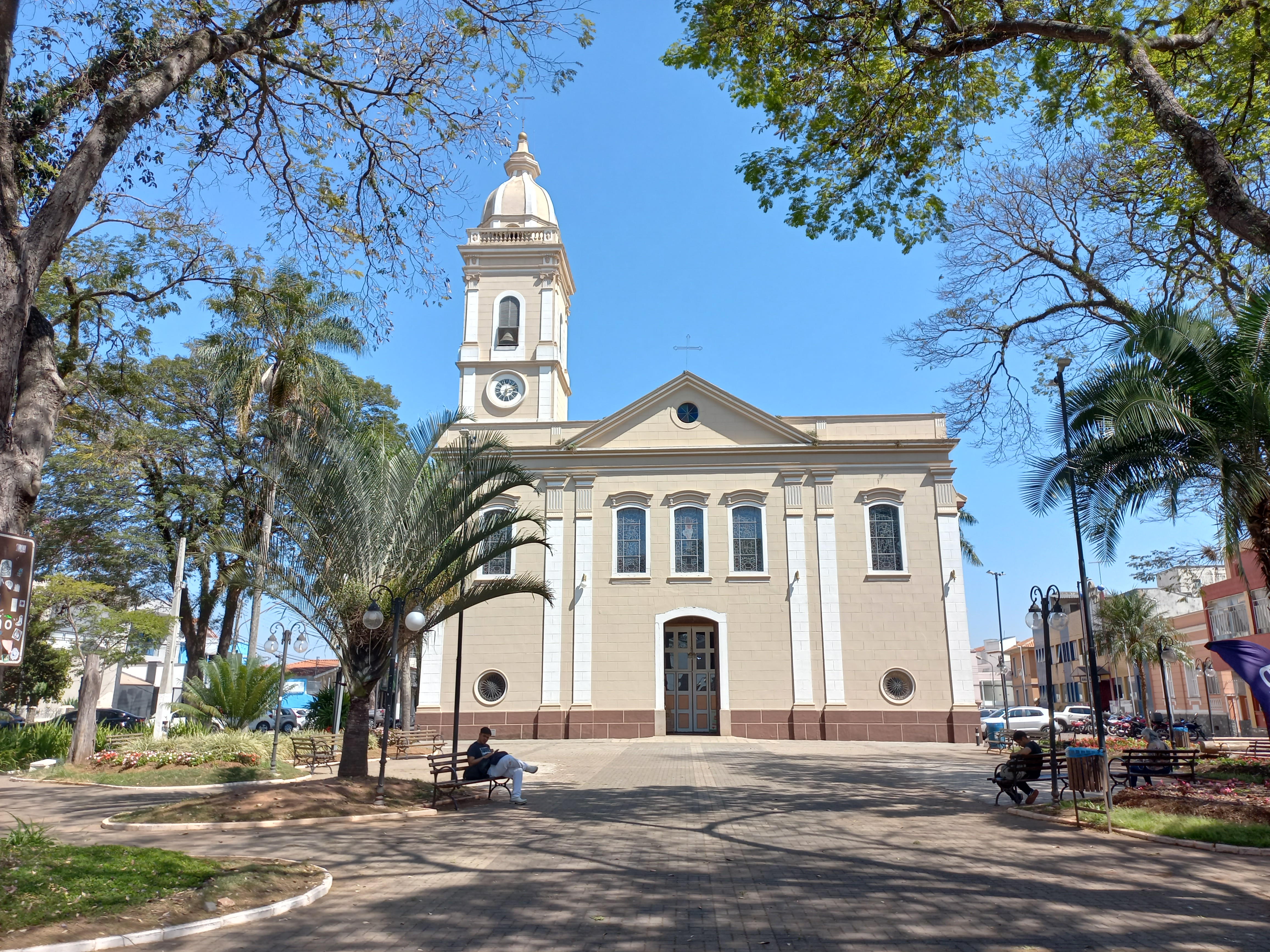
Igreja Matriz de São João Batista.

Em 1665, os escravos construíram a capela edificada por Jerônimo de Camargo; originando posteriormente a Igreja Matriz localizada na região central da cidade. Em seu interior, há imagens barrocas e um painel pintado por Benedito Calixto.

#### Santuário de Schoenstatt
Sua capela é reprodução fiel da que existe em Schoenstatt, Alemanha. É centro de peregrinação e oração e recebe milhares de visitantes de todo o País. Possui espaço para abrigar cinco mil pessoas sentadas e é o maior entre os 150 santuários existentes do mundo.

### Igrejas Evangélicas
Entre as igrejas protestantes históricas, pentecostais e neopentecostais, encontram-se na cidade:
- Assembleia de Deus Ministério do Belém.[42][43]
- Congregação Cristã no Brasil.[44]